# Брэдбери, Беттина
Беттина Брэдбери (англ. Bettina Bradbury) — почётный профессор факультета истории и гендерных исследований Йоркского университета и член Королевского общества Канады. Она также является автором множества книг и публикаций по истории.

## Образование
Брэдбери получила степень бакалавра искусств в социологии и английского языка в Университете Виктории в Веллингтоне, а затем получила степень магистра истории в Университете Саймона Фрейзера. После она получила докторскую степень в Университете Конкордия. Она исследует такие темы, как брак и вдовство, история женщин, законы о браке и наследовании, колонизация Канады, Австралии, Новой Зеландии, Кейптауна и история.

## Карьера
С 1989 по 1991 год Брэдбери работала директором по истории аспирантуры в Монреальский университете. С 1980-х годов она была членом монреальской исторической группы. Благодаря своему сотрудничеству с этой группой в 1993 году она написала «Working Families: Age, Gender, and Daily Survival in Industrializing Montreal». В 1994 году за эту книгу Брэдбери получила премию сэра Джона А. Макдональда от канадской исторической ассоциации и премию Гарольда Адамса Инниса. В 2000 году, работая директором магистерской программы истории в Йоркском университете, Брэдбери участвовала в телевизионном документальном сериале канала CBC «Canada: A People’s History».
С 2007 по 2011 год Брэдбери была председателем школы женских исследований Йоркского университета. В 2011 году Брэдбери была удостоена награды факультета аспирантуры университета за преподавание и награды за исследования в Глендон колледже.
В 2013 году она была удостоена премии Prix Lionel Groulx — Fondation Yves-Saint-Germain Prize и премии Clio-Québec Prize от канадской исторической ассоциации за свою книгу «Wife to Widow. Lives, Laws and Politics in 19th century Montreal». Она также была награждена медалью François-Xavier Garneau от ассоциации и вошла в список кандидатов премии Канады в области социальных наук. В том же году она была принята в Королевское общество Канады. В книге рассказывается о двух поколениях женщин в Монреале, живущих вокруг Восстания Патриотов, чтобы продемонстрировать то, как женщины разных религий взаимодействуют с обществом города и малоизученный феномен перехода женщин от роли жены к вдовы. История Брэдбери охватывает жизни двух поколений женщин, вышедших замуж либо до, либо после патриотических восстаний, чтобы показать картину города и его жителей в период глубоких перемен. Опираясь на множество первоисточников, от церковных и судебных протоколов, переписей населения и налоговых документов до газет и брошюр а также индивидуальные биографии двадцати женщин на фоне общей генеалогии, насчитывающей более 500 человек, Брэдбери показывает, как женщины различных слоёв и классов взаимодействовали с культурой города и формировали её обычаи и институты.
В 2014 году Брэдбери ушла в отставку из Йоркского университета.

## Публикации
Ниже приведен список публикаций Беттина Брэдбери:
- Wife to Widow. Lives, Laws and Politics in Nineteenth-century Montreal (2011)
- Negotiating Identities in 19th and 20th Century Montreal (2005)
- Wife to Widow: Class, Culture, Family and the Law in Nineteenth-Century Quebec (1997)
- Familles ouvrières à Montréal. Age, genre et survie quotidienne pendant la phase d’industrialisation (1995)
- Working Families. Age, Gender and Daily Survival in Industrializing Montreal (1993)
- Canadian Family History (1992)
- Caroline’s Dilemma: A colonial inheritance saga (2019)